# 舍斯塔克 (內布拉斯加州)
舍斯塔克（英語：Shestak）是位於美國內布拉斯加州薩林縣的非建制地區。

## 歷史
舍斯塔克的郵局於1893年設立，其後於1894年停運。

## 地理
舍斯塔克所處的海拔為高於海平面407米（即1335英呎），而該地所採用的時區為UTC-6，即北美中部时区（CST）。同時該地設有夏令時間，為UTC-6調快一小時，即UTC-5（CDT）。